# Elektrická železnice Enošima
Elektrická železnice Enošima (江ノ島電鉄, Enošima dentecu) je japonská soukromá železniční společnost. Vlastní pouze jedinou trať, která spojuje Kamakuru a Fudžisawu v prefektuře Kanagawa. Jak společnost, tak i linka jí provozovaná jsou známy jako Enoden (江ノ電). Mimo železniční dopravu provozuje firma i autobusovou dopravu.

## Železnice
Jediná trať společnosti je dlouhá asi 10 km a spojuje stanice Kamakura a Fudžisawa. Celá trať je elektrizována soustavou 600 V DC. Trať je jednokolejná a rozchod koleje činí 1067 mm, což je v Japonsku nejtypičtější rozchod. Na trati se nachází celkem 15 stanic a zastávek, z toho pouze v 5 stanicích jsou dvě koleje. Mezi stanicemi Košigoe a Enošima jsou koleje vedeny po ulici podobně jako v případě tramvajových tratí.
Pro své okolí a ikonický vzhled vozů se trať a vlaková linka dostali do mnoha filmů, komiksů či anime.

### Stanice
Pro lepší přehlednost a vyhledatelnost v mapách je použit pro názvy stanic Hepburnův přepis.

Trasa linky Enoden

| Číslo | Stanice          | Japonsky     | Vzálenost (km) | Vzálenost (km) | Přestupy                                                | Město     |
| Číslo | Stanice          | Japonsky     | mezi stanicemi | celková        | Přestupy                                                | Město     |
| ----- | ---------------- | ------------ | -------------- | -------------- | ------------------------------------------------------- | --------- |
| EN-01 | Fujisawa         | 藤沢         | –              | 0.0            | linka Šonan-Šindžuku linka Tókaidó linka Odakjú Enošima | Fudžisawa |
| EN-02 | Ishigami         | 石上         | 0.6            | 0.6            |                                                         | Fudžisawa |
| EN-03 | Yanagikōji       | 柳小路       | 0.6            | 1.2            |                                                         | Fudžisawa |
| EN-04 | Kugenuma         | 鵠沼         | 0.7            | 1.9            |                                                         | Fudžisawa |
| EN-05 | Shōnankaigankōen | 湘南海岸公園 | 0.8            | 2.7            |                                                         | Fudžisawa |
| EN-06 | Enoshima         | 江ノ島       | 0.6            | 3.3            | linka Odakjú Enošima Šónan monorail                     | Fudžisawa |
| EN-07 | Koshigoe         | 腰越         | 0.6            | 3.9            |                                                         | Kamakura  |
| EN-08 | Kamakurakōkōmae  | 鎌倉高校前   | 0.8            | 4.7            |                                                         | Kamakura  |
| EN-09 | Shichirigahama   | 七里ヶ浜     | 0.9            | 5.6            |                                                         | Kamakura  |
| EN-10 | Inamuragasaki    | 稲村ヶ崎     | 1.2            | 6.8            |                                                         | Kamakura  |
| EN-11 | Gokurakuji       | 極楽寺       | 0.8            | 7.6            |                                                         | Kamakura  |
| EN-12 | Hase             | 長谷         | 0.7            | 8.3            |                                                         | Kamakura  |
| EN-13 | Yuigahama        | 由比ヶ浜     | 0.6            | 8.9            |                                                         | Kamakura  |
| EN-14 | Wadazuka         | 和田塚       | 0.3            | 9.2            |                                                         | Kamakura  |
| EN-15 | Kamakura         | 鎌倉         | 0.8            | 10.0           | linka Šonan-Šindžuku linka Jokosuka                     | Kamakura  |

### Vozový park[3]

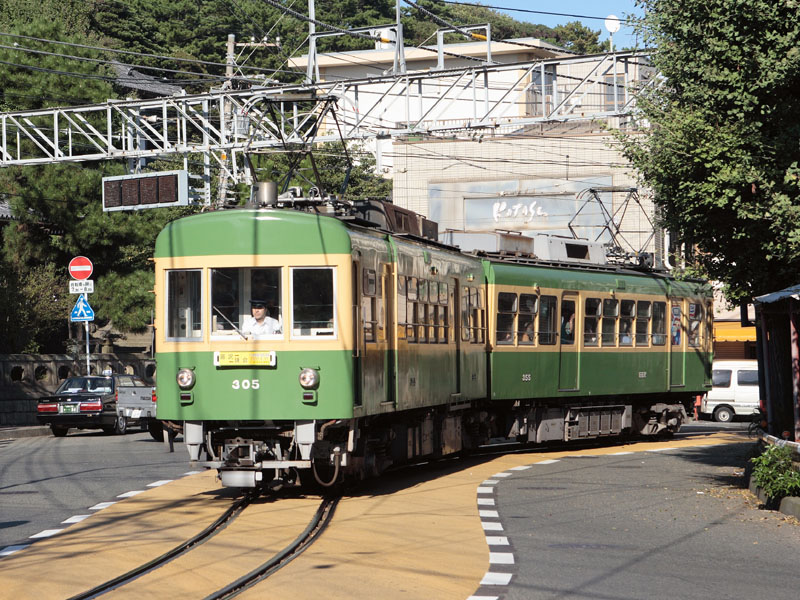
Řada 300
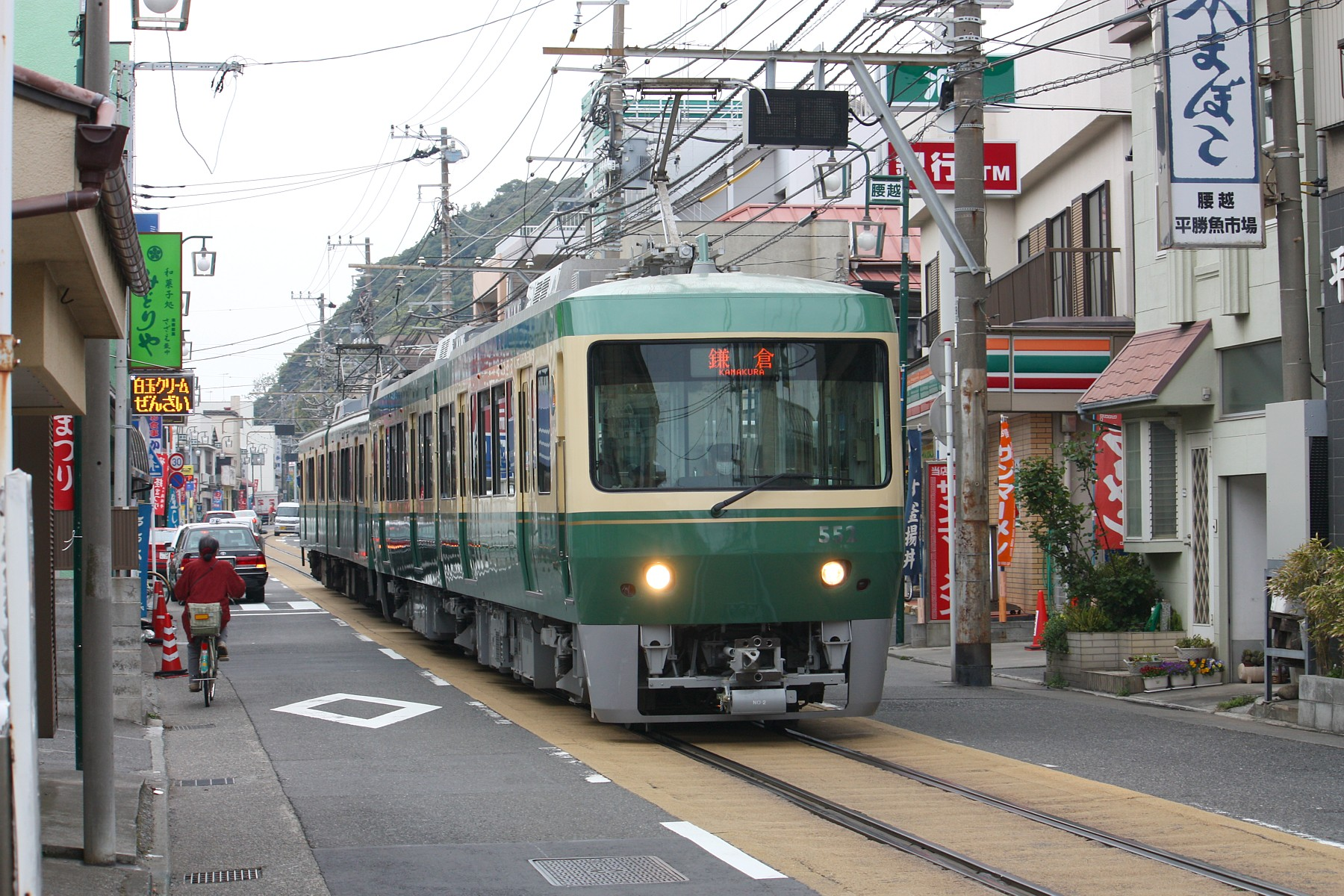
Řada 500
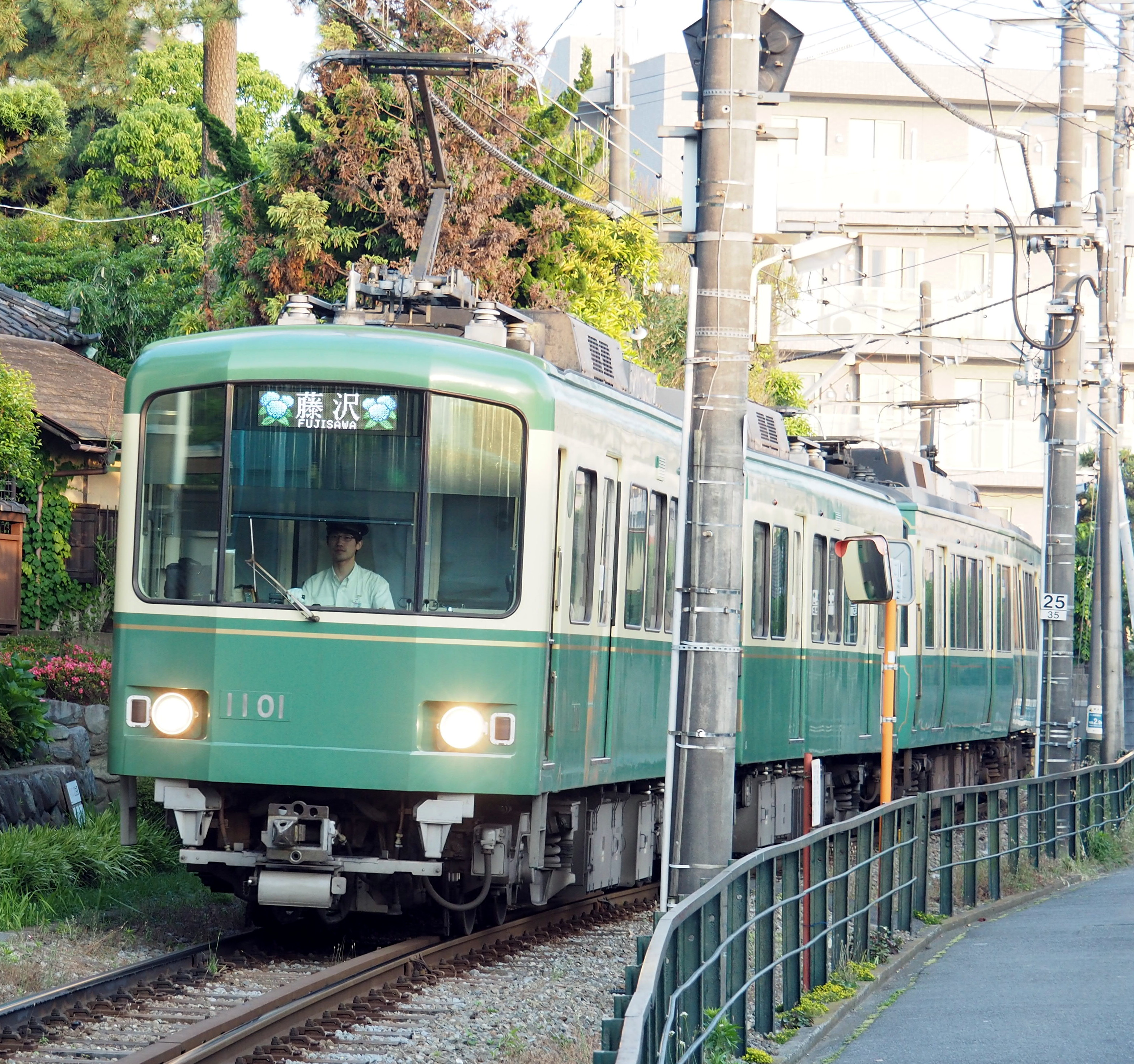
Řada 1000

## Historie
První společnost, která Enoden postavila a provozovala, byla založena 25. listopadu 1902. Tato společnost prošla rukama mnoha vlastníků. V roce 1926 byla vytvořena dnešní společnost.